# Mycowinteria alpina
Mycowinteria alpina är en lavart som beskrevs av Lennart Holm och Kerstin Holm. Mycowinteria alpina ingår i släktet Mycowinteria, och familjen Protothelenellaceae. Arten är reproducerande i Sverige.